# 马德里路
马德里路（Rue de Madrid）是位於巴黎第八区的一条街道，始于马勒塞尔布大道，止于欧洲广场。
马德里路是欧洲区计划的一部分，道路以西班牙首都马德里命名。1826年地块被海哲曼和米尼翁获得，根据授权令的规定，街道的最小宽度为15米。